# Svetlana Badoulina
Svetlana Badoulina (en russe : Светлана Михайловна Бадулина) est une joueuse de volley-ball russe née le 26 octobre 1960 à Moscou.

## Palmarès
Elle est sacrée championne olympique en 1980.